# 킴모 티모넨
킴모 사무엘 티모넨(핀란드어: Kimmo Samuel Timonen, 1975년 3월 18일~)은 핀란드의 아이스하키 선수로 포지션은 수비수이다. 내셔널 하키 리그(NHL)에서 대부분의 선수 경력을 보냈으며, NHL 정규 리그 1108경기에 출전하여 571득점(117골+454어시스트)을 기록했다. 특히 그가 기록한 117골은 테포 눔미넨과 함께 NHL에서 활동한 핀란드 수비수 골 공동 최다 기록이며, 이 기록은 타이 기록 보유자인 눔미넨보다 264경기 적게 출전하여 세운 기록이다.
1991년 자국 리그인 SM-리가의 칼파에 입단하여 프로 선수가 되었으며, 1994년 HC TPS로 이적하여 리그 우승 1회, 리그 준우승 2회를 기록했다. 이후 1997-98 시즌에 HIFK 하키 소속으로 두번째 리그 우승을 차지한 후 미국으로 건너가 NHL팀인 내슈빌 프레더터스로 이적했다. 내슈빌에서 8시즌 동안 활약한 후 필라델피아 플라이어스에서 7시즌, 시카고 블랙호크스에서 1시즌 동안 뛰었다. 특히 현역 마지막 시즌인 2015년에 스탠리컵 우승을 차지했다.
국제 대회에 핀란드 국가대표팀 소속으로 활약한 그는 올림픽에 5회, 세계 선수권 대회 7회, 월드컵에 1회 참가했다. 국가대표 선수로 뛰는 동안 올림픽 은메달 1개, 동메달 3개, 세계 선수권 대회 은메달 4개를 획득했으며, 2004년 아이스하키 월드컵에서 준우승을 차지했다.
은퇴 후인 2016년 12월 3일 티모넨이 처음으로 프로 선수 경력을 시작한 팀인 칼파에서 그의 등번호 44번을 영구 결번으로 지정했으며, 2019년에는 핀란드 아이스하키 협회에서 그의 등 번호 44번을 국가대표팀 영구 결번으로 지정했다. 2020년 2월에는 핀란드인으로는 21번째로 국제 아이스하키 연맹 명예의 전당에 헌액되었다.